# Die Zeitfälscherin
Die Zeitfälscherin (Tidsrejsen) ist eine 24-teilige dänische Fernsehserie. Die Erstausstrahlung erfolgte vom 1. Dezember bis zum 24. Dezember 2014 auf dem Fernsehsender DR. Es handelt sich um einen nordischen Fernsehadventskalender mit 24 Episoden. Es ist eine Produktion der DR, geschrieben von Poul Berg. Kaspar Munk führte die Regie. Die Zeitfälscherin wurde größtenteils in der Stadt Dragør auf Amager südlich von Kopenhagen gedreht. Die Serie enthält Science-Fiction-Elemente wie eine Zeitmaschine und handelt von junger Liebe. Außerdem spielt die Familie eine große Rolle. Die Serie vermittelt, dass Handlungen Konsequenzen haben und dass Menschen über ihr eigenes Schicksal im Leben entscheiden.
Die DR beschrieb die Die Zeitfälscherin als „Zurück in die Zukunft trifft romantische Komödie“.
Die Serie wurde vom Hauptautor Poul Berg in einen Roman umgeschrieben. Dieser wurde im selben Jahr veröffentlicht. Der Roman basiert auf dem Drehbuch, beschreibt aber einige zusätzliche Ereignisse.

## Handlung
Der nordische Fernsehadventskalender handelt von dem 13-jährigen Mädchen Sofie (Bebiane Ivalo Kreutzmann). Deren größter Wunsch ist es, ihre Eltern, die sich nach Weihnachten im Vorjahr getrennt hatten, wieder zusammenzubringen. Sofie hofft Weihnachten mit beiden Eltern verbringen zu können.
Am 1. Dezember gibt Sofies Großvater Sofie eine Erfindung namens Gyro (Kreisel), die sie fertig bauen soll. Der Gyro kann unter den richtigen Voraussetzungen Raum und Zeit verzerren oder als Zeitmaschine verwendet werden. Am selben Tag wird Sofie von dem neuen Jungen in ihrer Klasse, Dixie (Hannibal Harbo Rasmussen), besucht. Er scheint sehr an dem Gyro interessiert zu sein. Außerdem weiß er viele Dinge über Sofie, die er unmöglich wissen kann, und wird von zwei Geheimagenten verfolgt.
Eines Nachts, als Sofie herausfinden will, wer Dixie ist und was er mit ihr vorhat, folgen die Geheimagenten ihr zu der Hütte, in der Dixie wohnt. Danach ist Dixie gezwungen zu fliehen. Sofie reist mit ihm zurück ins Jahr 1984, wo er ihr erzählt, dass er aus der Zukunft stammt und dass die Geheimagenten ihn verfolgen, weil Zeitreisen in Zukunft illegal sind. Darüber hinaus hat Sofie die Zeitmaschine erfunden, die die Menschen in Zukunft verwenden.
1984 nutzt Sofie die Gelegenheit, um die Vergangenheit ihrer Eltern zu ändern, damit sie in der Gegenwart zusammen bleiben. Diese Aktion hat jedoch schwerwiegende Konsequenzen.

## Besetzung
| Rolle                   | Schauspieler                | Synchronsprecher | Beschreibung                                                                                |
| ----------------------- | --------------------------- | ---------------- | ------------------------------------------------------------------------------------------- |
| Sofie Villadsen         | Bebiane Ivalo Kreutzmann    | Franciska Friede | Sofie ist 13 Jahre alt und sehr an wissenschaftlichen Experimenten interessiert.            |
| Dixie                   | Hannibal Harbo Rasmussen    | Flemming Stein   | Ein junger Zeitreisender aus dem Jahr 2044, der 2014 in Sofies Klasse kommt.                |
| Alfred Villadsen        | Lars Knutzon                | Douglas Welbat   | Sofies Großvater und Henriks Vater im Jahr 2014                                             |
| Alfred Villadsen (1984) | Paw Henriksen               |                  | Sofies Großvater im Jahr 1984                                                               |
| Camilla                 | Patricia Schumann           |                  | Sofies Mutter im Jahr 2014                                                                  |
| Camilla (1984)          | Amanda Rostgaard Phillipsen | Johanna Dost     | Sofies Mutter im Jahr 1984                                                                  |
| Henrik Villadsen        | Rolf Hansen                 |                  | Sofies Vater im Jahr 2014                                                                   |
| Henrik (1984)           | Arto Louis Eriksen          |                  | Sofies Vater im Jahr 1984                                                                   |
| Birk Villadsen          | Jasper Møller Friis         | Florian Leroy    | Sofies Bruder im Jahr 2014                                                                  |
| Ruth Villadsen          | Karen-Lise Mynster          |                  | Sofies Großmutter und Henriks Mutter im Jahr 2014                                           |
| Ruth (1984)             | Signe Skov                  |                  | Sofies Großmutter und Henriks Mutter im Jahr 1984                                           |
| Esther (1984)           | Susanne Storm               | Ulrike Johannson | Sofies Großmutter und Camillas Mutter im Jahr 1984, auch bekannt als Måneskin (Mondschein). |
| Ragnar                  | Niels-Martin Eriksen        |                  | Sofies religiöser Lehrer aus dem Jahr 2014                                                  |
| Ragnar (1984)           | William Rudbeck Lindhardt   |                  | Sofies zukünftiger Lehrer als Jugendlicher im Jahr 1984                                     |
| Sølvræven               | Søren Pilmark               |                  | Zeitreisender aus dem Jahr 2044                                                             |
| Anna (1984)             | Fie London                  |                  | Mitschülerin von Henrik im Jahr 1984                                                        |
| Anna                    | Signe Vaupel                |                  | alte Mitschülerin und neue Nachbarin von Henrik im Jahr 2014                                |
| Guldtand                | Robert Reinhold             |                  | Freund von Dixie im Jahr 2044                                                               |
| Emilie                  | Johanne Bie                 |                  | Mitschülerin von Sofie im Jahr 2014, die sich in Oliver verliebt                            |
| Oliver                  | Lucas Lynggaard Tønnesen    |                  | Mitschüler von Sofie im Jahr 2014, der sich in Emily verliebt                               |
| Agent Sort              | Stine Stengade              |                  | Agentin, Leiterin der Agenten im Jahr 2044                                                  |
| Agent Grå               | Kurt Ravn                   |                  | Agent                                                                                       |
| Agent Rød               | Sigurd Holmen le Dous       |                  | Agent                                                                                       |
| Agent Brun              | Jonas Kriegbaum             | Martin Sabel     | Agent                                                                                       |

## Produktion
Die Zeitfälscherin wurde von Poul Berg geschrieben.  Die Regie führte Kaspar Munk. Der Film beruht auf einem Konzept der Nordisk Film TV A/S von Peter Hansen, Adam Neutzsky-Wulff, Philip LaZebnik und Lars Feilberg.
Der Sounddesigner Peter Albrechtsen half dabei, den größten Teil des Sounds für die Serie von Grund auf neu zu kreieren. Für die Technologie, die in der Serie aus der Zukunft des Jahres 2044 stammt, verwendete er Vogelrufe und verzerrte diese so, dass sie wie computergesteuerte Sounds klingen. Außerdem wurden viele Sounds aus dem NASA-Archiv auf SoundCloud verwendet.
Gedreht wurde die Serie in Dragør über einen Zeitraum von sieben Monaten. Das Titellied der Serie wird von Caroline Castell gesungen.

## Episodenliste

### Staffel 1
| Nr. (ges.) | Nr. (St.) | Deutscher Titel         | Originaltitel            | Erstausstrahlung Dänemark | Deutschsprachige Erstausstrahlung (D) | Regie       |
| --- | --------- | ----------------------- | ------------------------ | ------------------------- | ------------------------------------- | ----------- |
| 1 | 1         | Der Neue                | Blind date               | 1. Dez. 2014              | 22. Nov. 2016                         | Kaspar Munk |
| Sofies Eltern haben sich getrennt. Sofies größter Wunsch ist es, dass ihre Eltern wieder zusammenkommen, damit sie gemeinsam Weihnachten feiern können, wie noch im Jahr zuvor. Sofie bekommt von ihrem Großvater väterlicherseits einen Gyro (Kreisel), den sie gemeinsam fertig bauen wollen. Der Gyro ist eine Art Zeitmaschine. Außerdem hat Sofie Internet-Dating-Profile für ihre beiden Eltern erstellt, um sie in Blind Dates wieder zusammenzubringen. Am selben Tag kommt ein neuer Junge in Sofies Schulklasse. Der Junge heißt Dixie und weiß eine Menge Dinge über Sofie, die er unmöglich wissen kann. |           |                         |                          |                           |                                       |             |
| 2 | 2         | Wer ist Dixie?          | Hvem er Dixie?           | 2. Dez. 2014              | 23. Nov. 2016                         | Kaspar Munk |
| Sofie sieht Dixie in einer ihrer Videoaufnahmen von Weihnachten aus dem letzten Jahr, aber er ist noch nie zuvor darin erschienen. Daher beschließt Sofie herauszufinden, was Dixie vorhat. Gleichzeitig muss sich Sofie entscheiden, wo sie und ihr Bruder Birk Weihnachten feiern möchten. Und das am besten, bevor ihr Vater Henrik sich in die neue Nachbarin Anna verliebt, die Henrik bereits vor 30 Jahren kannte. |           |                         |                          |                           |                                       |             |
| 3 | 3         | Das Experiment          | Kærlighed på formel      | 3. Dez. 2014              | 24. Nov. 2016                         | Kaspar Munk |
| Sofie und Dixie müssen ein Projekt für die Schule erstellen. Sofie hat die Idee, ihre Eltern mithilfe eines chemischen Experiments dazu zu bringen sich wieder ineinander zu verlieben. Sie probiert das Experiment an zwei ihrer Klassenkameraden in der Schule aus, bevor sie es an ihren Eltern versucht. Irgendwie funktioniert es bei den Klassenkameraden, aber nicht bei ihren Eltern. Währenddessen wird Dixie von mysteriösen Geheimagenten verfolgt. |           |                         |                          |                           |                                       |             |
| 4 | 4         | Geheimnis um Dixie      | Tiden står stille        | 4. Dez. 2014              | 25. Nov. 2016                         | Kaspar Munk |
| Sofie versucht den Gyro fertig zu stellen. Als sie ihn an eine Batterie anschließt, die sie von Dixie erhalten hat, friert plötzlich die Zeit ein. Dixie ist auf der Flucht vor zwei Geheimagenten aus der Zukunft, die ihn in die Zukunft zurückbringen wollen, um ihn in einer militärähnlichen Umerziehungseinrichtung einzusperren. |           |                         |                          |                           |                                       |             |
| 5 | 5         | Sofies Entschuldigung   | Fanvæg                   | 5. Dez. 2014              | 28. Nov. 2016                         | Kaspar Munk |
| Sofie entdeckt, dass Dixie ein Schwarzes Brett mit Bildern aus ihrem Leben erstellt hat. Sie versucht alle davon zu überzeugen, dass Dixie verrückt ist, da er Dinge über sie weiß, die er unmöglich wissen kann. Aus diesem Grund platziert Dixie das Schwarze Brett heimlich in Sofies Zimmer im Haus von Sofies Vater, wodurch Sofie selbst dafür verantwortlich gemacht. |           |                         |                          |                           |                                       |             |
| 6 | 6         | Die Reise beginnt       | Da far var dreng         | 6. Dez. 2014              | 29. Nov. 2016                         | Kaspar Munk |
| Sofie geht zu Dixie, um herauszufinden, was dessen Pläne sind. Er erklärt, dass er Treibstoff für seinen eigenen Gyro besorgen möchte, bevor dieser ausgeht. Die Geheimagenten tauchen auf. Deshalb versuchen Dixie und Sofie zu fliehen. Sofie spielt mit den Bedienelementen der ATV-Zeitmaschine von Dixie, wodurch Dixie und Sofie in das Jahr 1984 zurückgeschickt werden. |           |                         |                          |                           |                                       |             |
| 7 | 7         | Die Wahrheit über Dixie | Sølvræven                | 1. Dez. 2014              | 30. Nov. 2016                         | Kaspar Munk |
| Der Gyro funktioniert nicht mehr, weil ihm der Kraftstoff fehlt. Aus diesem Grund sitzen Dixie und Sofie im Jahr 1984 fest. Dixie wird verletzt, und Sofie zwingt ihn, ihr seine Geschichte zu erzählen, wer er ist und woher er kommt. |           |                         |                          |                           |                                       |             |
| 8 | 8         | Opa muss helfen         | Jeg hedder Sofie, farfar | 8. Dez. 2014              | 1. Dez. 2016                          | Kaspar Munk |
| Sofie und Dixie müssen den Gyro zum Laufen bringen, damit Sofie ins Jahr 2014 zurückkehren kann. Aus diesem Grund beschließt Sofie, die junge Version ihres Großvaters väterlicherseits zu besuchen. Als erster Erfinder des Gyros ist er der einzige, der ihnen helfen kann. Schließlich lernt Sofie ihre Mutter und ihren Vater kennen, als sie 13 Jahre alt sind und noch nicht miteinander ausgehen. |           |                         |                          |                           |                                       |             |
| 9 | 9         | Die Halskette           | Måneskin                 | 9. Dez. 2014              | 2. Dez. 2016                          | Kaspar Munk |
| Sofie und ihr Großvater finden heraus, dass der Gyro ein seltenes Mineral benötigt, eines, das nur in Meteoriten vorkommt. Da erinnert sich Sofie, dass ihre Mutter einen kleinen Meteoriten in einer Kette hat, die ihre Großmutter noch im Jahr 1984 besitzt. Sofie hat ihre Großmutter mütterlicherseits noch nie zuvor getroffen. Sie starb, bevor Sofie geboren wurde. Die Großmutter nennt sich Måneskin (Mondschein) und liest Sofies Horoskop, während Dixie die Meteoritenhalskette stiehlt. Später erkennt Sofie, dass es falsch war zu stehlen. Sie versucht, die Meteoritenhalskette an ihre Großmutter zurückzugeben. Diese nimmt die Kette nicht an, da sie spürt, dass Sofie diese für einen bestimmten Zweck benötigt. |           |                         |                          |                           |                                       |             |
| 10 | 10        | Sofie mischt sich ein   | Sneboldeffekten          | 10. Dez. 2014             | 5. Dez. 2016                          | Kaspar Munk |
| Sofie verändert versehentlich die Vergangenheit ihres Vaters Henrik, was dazu führt, dass er sich in Anna, anstelle von Sofies Mutter, Camilla, verliebt. Aus diesem Grund müssen Sofie und Dixie die Vergangenheit wieder ändern, damit Henrik und Camilla zusammenkommen, bevor Sofie und Dixie zurück ins Jahr 2014 reisen. In der Zwischenzeit hilft Sofies jüngerer Großvater ihnen, den Gyro wieder zum Laufen zu bringen. |           |                         |                          |                           |                                       |             |
| 11 | 11        | Fast zu Hause           | Lucia                    | 11. Dez. 2014             | 6. Dez. 2016                          | Kaspar Munk |
| Sofies Großvater hat herausgefunden, dass der Gyro Sprengstoff braucht, damit er funktioniert. Seine Wahl fällt auf Nitroglycerin, das sich im verschlossenen Physikzimmer der örtlichen Schule befindet. Sofie und Dixie müssen es stehlen, während in der Schule eine Lichterparade stattfindet, in der Sofies Mutter die Lichterkönigin ist. Sofie versucht, ihren Vater dazu zu bringen, die Parade zu besuchen, anstatt für die Band vorzuspielen, bei der er 1984 Mitglied wurde. Sie hat die Hoffnung, dass sich ihre Eltern dadurch im Jahr 2014 nicht trennen. Sofies Mutter ist glücklich, als Henrik kommt, um sich die Parade anzusehen, wie er es ihr versprochen hat, und sie küssen sich. Inzwischen sind die Agenten aus der Zukunft kurz davor, Sofie und Dixie aufzuspüren. Am Ende schaffen die beiden es, die Schule zu verlassen, ohne dass die Agenten sie sehen. Draußen wartet Sofies Großvater mit dem Gyro. Er fügt das gestohlene Nitroglycerin hinzu und Sofie und Dixie reisen zurück bis 2014. |           |                         |                          |                           |                                       |             |
| 12 | 12        | Ein fremdes Zuhause     | Har vi hund?             | 12. Dez. 2014             | 7. Dez. 2016                          | Kaspar Munk |
| Sofie und Dixie sind 1984 den Agenten entkommen und ins Jahr 2014 zurückgekehrt. Sofies Eltern sind nicht mehr geschieden, was Sofie glücklich macht. Sofie merkt jedoch bald, dass ihr kleiner Bruder Birk nicht mehr existiert. Stattdessen hat die Familie einen Hund namens Birk. Ihre Mutter ist keine Astrologin mehr, sondern Kosmetikerin, und ihr Vater arbeitet in einem Büro. Sofies Entscheidung, die Vergangenheit zu ändern, hat dazu geführt, dass ihre Gegenwart auf eine Weise verändert wurde, die Sofie nicht gefällt. |           |                         |                          |                           |                                       |             |
| 13 | 13        | Die Notlüge             | Askesky                  | 13. Dez. 2014             | 8. Dez. 2016                          | Kaspar Munk |
| Durch Sofies Veränderung in der Vergangenheit haben ihre Eltern Sofies kleinen Bruder Birk nie bekommen. Außerdem ist der Gyro zusammengebrochen und muss repariert werden, damit Sofie und Dixie ins Jahr 1984 zurückkehren und die Veränderungen rückgängig machen können. Sofies Eltern überraschen Sofie jedoch mit einer zweiwöchigen Reise nach Gran Canaria, was Sofie nicht im geringsten gefällt. Sie hackt sich in den örtlichen Radiosender ein und verbreitet dort die Nachricht, dass alle Flüge, aufgrund einer großen Aschewolke über Dänemark, ausfallen. Während des Abendessens berichtet der Radiosender jedoch, dass jemand sein Radio gehackt hat, um die falsche Nachricht zu verbreiten. Sofies Eltern glauben, dass Sofie die Hackerin gewesen ist. Sie vermuten auch, dass Dixie sie dahingehend beeinflusst hat. Um Sofie zu beschützen, taucht Dixie im Haus auf. Er erklärt, er sei für das Hacken des Radiosenders verantwortlich. Er sagt, dass er dies getan habe, weil er sich in Sofie verliebt habe und nicht gewollt habe, dass sie verreist. Nachdem Dixie gegangen ist, verbieten Sofies Eltern ihr, ihn zu sehen. |           |                         |                          |                           |                                       |             |
| 14 | 14        | Nochmal entkommen       | På flugt                 | 14. Dez. 2014             | 9. Dez. 2016                          | Kaspar Munk |
| Die Agenten haben Sofie und Dixie gefunden und wollen Dixie gefangenen nehmen. Daher verstecken sich Dixie und Sofie in einer Werfthütte im Hafen. So kann Sofie den Gyro reparieren. Als Sofie die Schwere der Lage erkennt beruhigt Dixie Sofie. Die beiden setzen sich in ein Boot in der Hütte. Dort berührt Sofie einen Stern an der Wand des Bootes. Dixie fragt, ob sie diesen schön findet, worauf Sofie nickt. Kurz darauf küsst Dixie Sofie, entschuldigt sich aber wenig später, steht auf und geht nach draußen. Dixie denkt, dass sein Kuss nicht angebracht war, aber Sofie ist glücklich darüber und lächelt. Dixie denkt darüber nach, zu gehen und erinnert sich an Sølvrævens Ratschlag „Niemals zurückblicken“. Er ist wütend auf sich selbst, dass er sich „ausgerechnet in Sofie“ verliebt hat. Dann schlafen beide. Dixie wacht mitten in der Nacht auf, als der Gyro wieder zu leuchten beginnt, was darauf hindeutet, dass er funktioniert. Während Sofie noch schläft, schleicht sich Dixie mit dem Gyro weg, weil die Agenten sie gefunden haben. Sofie wacht auf und rennt hinaus, gerade als Dixie sich auf den Weg macht. Dann geht er und reist durch die Zeit ins Jahr 2044, sehr zu Sofies Missfallen, die vor Angst schreit. |           |                         |                          |                           |                                       |             |
| 15 | 15        | Herzschmerz             | Se dig aldrig tilbage    | 15. Dez. 2014             | 12. Dez. 2016                         | Kaspar Munk |
| Dixie ist zurück ins Jahr 2044 gereist und hat Sofie 2014 verlassen. Er möchte Sølvræven um Rat fragen, ob er das Richtige getan hat, oder ob er zu Sofie zurückkehren sollte. Es gibt jedoch ein Problem: Sølvræven ist im Hauptquartier von Tempus, der geheimen Anti-Zeitreise-Polizeieinheit der dänischen Regierung, inhaftiert. Mithilfe seines alten Freundes Guldtand gelingt es Dixie, in Sølvrævens Zelle einzubrechen. Sølvræven rät Dixie davon ab, zu Sofie zurückzukehren, weil er nicht glaubt, dass Liebe es wert ist, alles zu riskieren. Aber Dixie bekommt auch einen Rat von Guldtand, der behauptet, dass Liebe tatsächlich etwas ist, für das es sich lohnt, alles zu riskieren. Daher beschließt Dixie, nach 2014 zurückzukehren. |           |                         |                          |                           |                                       |             |
| 16 | 16        | Hausarrest              | Husarrest                | 16. Dez. 2014             | 13. Dez. 2016                         | Kaspar Munk |
| Dixie ist zu Sofie ins Jahr 2014 zurückgekehrt. Obwohl Sofie das Gefühl hat, dass Dixie sie im Stich gelassen hat, nimmt sie sein Angebot an, ihren kleinen Bruder Birk zurückzuholen. Sofies Vater denkt, dass Dixie einen schlechten Einfluss von Sofie hat und richtet an allen Fenstern des Hauses Einbruchalarme ein, damit Sofie nicht weglaufen kann. Aber Sofie und Dixie bekommen Hilfe von Sofies Großvater, um zu fliehen, damit sie ins Jahr 1984 zurückreisen können. |           |                         |                          |                           |                                       |             |
| 17 | 17        | Der Song                | Dig og mig               | 17. Dez. 2014             | 14. Dez. 2016                         | Kaspar Munk |
| Sofie und Dixie sind zurück in das Jahr 1984 gereist, um den 13-jährigen Henrik wieder zum Musizieren zu bringen. So hoffen sie Sofies kleinen Bruder Birk 2014 wieder ins Leben rufen zu können. Sie sorgen dafür, dass Ragnar, der im Jahr 2014 Sofies gemeiner, fanatischer, christlicher Schullehrer ist, die Band als Gitarrist verlassen muss, indem sie seinen Eltern von der Band erzählen. Ragnars Eltern leiten die örtliche Privatkirche und glauben, dass Popmusik das Werk des Teufels ist. Aus diesem Grund darf Henrik der Band beitreten und beim Weihnachtskonzert der Schule spielen, wo sie den 1980er-Jahre-Hit Dig og mig singen. |           |                         |                          |                           |                                       |             |
| 18 | 18        | Junge Liebe             | Stjernetegn              | 18. Dez. 2014             | 15. Dez. 2016                         | Kaspar Munk |
| Da Sofie und Dixie Henrik wieder zum Musizieren gebracht haben, ist es an der Zeit, auch die Zukunft von Sofies Mutter Camilla zu ändern. Sie soll wieder an Tierkreise und Astrologie glauben. Zusammen mit Sofies 1984er Version ihres Großvaters erstellen Sofie und Dixie eine falsche Zeitung mit einem Horoskop, an das Camilla glauben soll. Der Plan geht jedoch schief. Camilla glaubt, dass Sofie der Schutzengel ihrer Familie ist. Aber es stellt sich heraus, dass sie tatsächlich immer noch an Astrologie glaubt – was bedeutet, dass der Plan vielleicht doch funktioniert hat. Wenig später erscheint Henrik und geht gemeinsam mit Camilla die Treppe hoch. Nachdem die beiden Liebenden gegangen sind, erzählt Måneskin Sofie, dass sie irgendwie weiß, dass Sofie tatsächlich ihre Enkelin ist. |           |                         |                          |                           |                                       |             |
| 19 | 19        | Gottes zweiter Sohn     | Guds anden søn           | 19. Dez. 2014             | 16. Dez. 2016                         | Kaspar Munk |
| Sofies kleiner Bruder Birk existiert im Jahr 2014 wieder, was Sofie glücklich macht. Birks und Sofies Eltern sind wieder geschieden. Sofie und Dixie entdecken bald, dass die Stadt von Ragnar und seiner Sekte übernommen wurde. Er benutzt das Geschichtsbuch, das er 1984 von Sofie gestohlen hat, um die Zukunft von 1984 bis 2014 „vorherzusagen“ und die Stadt glauben zu lassen, dass er der zweite Sohn Gottes ist. Er nutzt diese neu entdeckte Kraft, um die Bewohner um ihr Geld zu betrügen. Da das Geschichtsbuch jedoch 2014 veröffentlicht wurde, möchte er das in die Zukunft reisen und auf diese Weise neue „Prophezeiungen“ machen zu können. Er versucht, den Gyro zu stehlen, was ihm jedoch misslingt. |           |                         |                          |                           |                                       |             |
| 20 | 20        | Entlarvt                | Ragnarok                 | 20. Dez. 2014             | 19. Dez. 2016                         | Kaspar Munk |
| Sofie, Dixie und Sofies Familie wollen Ragnars Kontrolle über die Stadt beenden. Er kontrolliert und unterdrückt die ganze Stadt mit seinen falschen Prophezeiungen und will sich nun alle Häuser von den Bürgern unter den Nagel reißen. Da Ragnar den Gyro hat, müssen sie schnell sein. Ragnar plant nämlich auch, die gesamte Welt zu übernehmen. Die Familie von Sofie, Dixie und Sofie bringen Ragnar dazu zuzugeben, dass er die Bürger betrügt und die Menschen aus ihren Häusern werfen will. Dies verärgert die Stadtbewohner. Sie fordern, ihre Häuser und ihr Geld zurück. |           |                         |                          |                           |                                       |             |
| 21 | 21        | Abschiedsschmerz        | Jeg er ikke din søster   | 21. Dez. 2014             | 20. Dez. 2016                         | Kaspar Munk |
| Sofie und Dixie reisen zurück in das Jahr 1984 und verändern die Vergangenheit, sodass Ragnar Mitglied von Henriks Band wird. Als sie ins Jahr 2014 zurückkehren, erkennen sie, dass es Ragnars fanatische Sekte nicht mehr gibt. Henrik hat die alte Band wieder zusammengebracht und wurde von der Stadt gebeten, „Dig og mig“ bei einem Konzert auf dem Stadtplatz zu spielen. Dort spielt Ragnar nun zufrieden neben Henrik Gitarre. Nach dem Konzert ist es für Sofie und Dixie an der Zeit, sich zu verabschieden, aber es fällt den beiden schwer, da sie sich ineinander verliebt haben. Sofie fragt Dixie, wie sie ihm Nachrichten senden kann, um ihm zu sagen, wie es ihr geht, und Dixie zeigt ihr ein Versteck. Damit Sofie sich an ihn erinnert, gibt Dixie Sofie eine Halskette, die den Stern von der Wand des Bootes in der Werfthütte enthält, in der er und Sofie sich zuvor versteckt hatten. Sofie rennt zurück nach Hause und knallt die Tür zu. Sie verkündet unter Tränen, wie dumm sie war, Dixie nicht zum Bleiben zu überreden. Währenddessen bereiten sich die Agenten darauf vor, Dixie gefangenzunehmen, unter ihnen ist auch die Leiterin der Operation. Sofie beschließt, nach draußen zu rennen, um Dixie aufzuhalten. Dort sieht sie, wie er in den schwarzen Van der Agenten gebracht wird. Sie trifft auf die Leiterin der Operation, die ihr erklärt, dass sie Sofie selbst, aber 30 Jahren in der Zukunft, sei. Sofie ist verärgert, weil sie sich nicht zu dieser Frau werden möchte. Außerdem fällt ihr auch schwer, Dixie zu verzeihen, dass er wusste, wer sie in der Zukunft sein würde, ohne es ihr zu sagen. Da die Agenten den Gyro ins Jahr 2044 zurückgebracht haben, hat Sofie nur noch den Gyro von 2044, um ihre Frustrationen daran zu entladen. Bevor sie den Gyro zerstören kann, überzeugt ihr Großvater sie, dass sie über ihr eigenes Schicksal entscheidet und wer sie werden wird. Aus diesem Grund wird sie ihre eigene Zukunft verändern können. Er überzeugt sie auch, dass sie den Gyro aus der Zukunft reparieren muss, damit sie Dixie retten kann. Sie versucht dann selbigen zu reparieren. |           |                         |                          |                           |                                       |             |
| 22 | 22        | Im freien Fall          | Frit fald                | 22. Dez. 2014             | 21. Dez. 2016                         | Kaspar Munk |
| Sofie ist nach dem Schock, ihr zukünftiges Selbst als zynische und beängstigende Frau zu sehen, zur Besinnung gekommen. Sie beschließt Dixie zu retten, und repariert Dixies alten Gyro aus der Zukunft. Da die Agenten das Fahrzeug genommen haben, muss sie einen anderen Weg finden, um genug Beschleunigung für den Gyro bekommen, um den Zeitsprung zu schaffen. Aus diesem Grund beschließt sie, trotz ihrer Höhenangst vom Dach des Leuchtturms am Hafen zu springen. Ihr Großvater hilft ihr bei der Erfüllung dieser Aufgabe. Er tut dieses jedoch ungern, da er befürchtet, dass sie verletzt wird. Mit ihrem Sprung schafft es Sofie, bis 2044 zu reisen, aber der Gyro, den sie mitgebracht hat bricht kurz darauf zusammen. Sofie geht in Richtung des unterirdischen Teils von Dragør, in dem die meisten Menschen in Zukunft leben. |           |                         |                          |                           |                                       |             |
| 23 | 23        | Befreiungsversuch       | Fanget i fremtiden       | 23. Dez. 2014             | 22. Dez. 2016                         | Kaspar Munk |
| Sofie ist ins Jahr 2044 gereist, um Dixie vor den Agenten zu retten. Mithilfe von Guldtand schleicht sie sich in die Gefängniszellenabteilung der Agenten und rettet Dixie. Die Agenten entdecken die beiden und schaffen es sie zu fangen. Während die Agenten Dixie mitnehmen, wird Sofie in das Büro der Agentin Schwarz gebracht. Als Dixie davonkommt, ist Agentin Schwarz gezwungen das Büro verlassen. Währenddessen benutzt Sofie den Handscanner auf dem Computertisch und den Stimmwechsler von Dixie. Sie verändert ihre Stimme zu der von Agentin Schwarz, um Sølvræven aus seiner Zelle zu entlassen. |           |                         |                          |                           |                                       |             |
| 24 | 24        | Weihnachtswunder        | En ny tid                | 24. Dez. 2014             | 23. Dez. 2016                         | Kaspar Munk |
| Agentin Schwarz hat vor, Sofies Erinnerungen an Dixie zu löschen, damit sie in ihr altes Leben zurückkehrt und ihr nicht mehr in die Quere kommt. Aber Sofie schafft es, Gefühle in ihrem späteren Ich zu wecken. Agentin Schwarz lässt Sofie, Dixie und Sølvræven gehen. Nur Agent Grau und Agent Rot geben noch nicht auf. Dixie bittet Sofie, alleine zurückzureisen. Dann zerstört er den letzten Gyro, den es im Jahr 2044 gibt, vor den Augen der Agenten. Nun kann er Sofie beruhigt folgen, denn natürlich war Sofie so schlau, den anderen Gyro in ihrem Geheimversteck zu deponieren. Dixie findet ihn und reist ins Jahr 2014, zu Sofie. Die beiden küssen sich. 30 Jahre später, an Heiligabend, sitzt Sofie gemeinsam mit ihrer Tochter vor dem Weihnachtsbaum. Sie erzählt dieser wie Dixie und sie sich kennengelernt haben. Derweil holt Dixie Sofies Eltern zum Weihnachtsessen ab. Denn obwohl Sofies Eltern nie wieder als Paar zusammengefunden haben, haben sie auch seit 2014 jedes Weihnachtsfest zusammen verbracht. |           |                         |                          |                           |                                       |             |

## Rezeption
Politiken gab Die Zeitfälscherin fünf von sechs Herzen und schrieb, dass die Serie spannend ist und eine gute Handlung hat. Politiken glaubt, dass es gut ist wenn das Kinder- und Jugendfernsehen sich ernsthaft mit einer Scheidung und deren Einfluss auf die Kinder auseinandersetzt. Im Durchschnitt sahen 1,02 Millionen Menschen Die Zeitfälscherin. Damit hatte die Serie eine Zuschauerzahl von etwa 47 %, was sie zum erfolgreichsten nordischen Adventskalender im dänischen Fernsehen seit 11 Jahren macht.
Die Zeitfälscherin wurde dafür kritisiert, dass die Serie den Schullehrer Ragnar, die einzige scheinbar christliche Figur, als bösen und herablassenden Typen und Fanatiker darstellt, der den wissenschaftlichen Fortschritt verhindern will. Einige Zuschauer glaubten nicht, dass das Christentum von der dänischen Rundfunkgesellschaft ernst genommen wurde. Diese Auffassung teilten sowohl Pernille Vigsø Bagge von der Socialistisk Folkeparti als auch Charlotte Dyremose, Kirchensprecherin der Konservative Folkeparti. DR-Produzent Piv Bernth erklärte daraufhin, dass die Figur offensichtlich eine Karikatur in einer Serie ist, die phantastisch ist, und dass er sich in der Serie von einem schlechten Menschen zu einem freundlichen Mann entwickelt.

### Auszeichnungen
Die Zeitfälscherin gewann den Preis für die „Beste Kurzformat-Fernsehserie“ bei den Robert Awards 2015.